# Đức Chính (phường)
Đức Chính là phường trung tâm hành chính của thành phố Đông Triều, tỉnh Quảng Ninh, Việt Nam.

## Địa lý
Phường Đức Chính nằm ở trung tâm thành phố Đông Triều, có vị trí địa lý:
- Phía đông giáp phường Xuân Sơn
- Phía tây giáp phường Hồng Phong và xã Việt Dân
- Phía nam giáp phường Hồng Phong và phường Hưng Đạo
- Phía bắc giáp phường Tràng An và các xã An Sinh, Việt Dân.

Phường Đức Chính có diện tích 6,86 km², dân số năm 2022 là 18.762 người, mật độ dân số đạt 2.734 người/km².  

## Hành chính
Phường Đức Chính được chia thành 10 khu phố: 1, 2, 3, 4, Yên Lâm 1, Yên Lâm 2, Yên Lâm 3, Yên Lâm 4, Làng Mới, Trạo Hà. 

## Lịch sử
Trước đây phần lớn phường Đức Chính được thành lập trên cơ sở làng Yên Lâm và thôn Trạo Hà thuộc tổng Mễ Sơn, huyện Đông Triều, tỉnh Hải Dương.Sau này trên cơ sở 2 làng chia tách như sau: Làng Yên Lâm (nay là 9 khu: Yên Lâm 1, Yên Lâm 2, Yên Lâm 3, Yên Lâm 4, Khu Phố 1, Khu Phố 2, Khu Phố 3 và Khu Phố 4) và Trạo Hà nay là Khu Trạo Hà thuộc phường Đức Chính, thị xã Đông Triều, tỉnh Quảng Ninh).
Xưa kia làng Yên Lâm chính là nơi đặt huyện lỵ của huyện Đông Triều.
Sau này, khi hợp nhất làng Yên Lâm và thôn Trạo Hà để thành lập xã Đức Chính thì địa phương là một xã thuộc huyện Đông Triều, tỉnh Quảng Ninh. 
Năm 1957, Ủy ban hành chính khu Hồng Quảng ban hành Quyết định về việc thành lập thị trấn Đông Triều – thị trấn huyện lỵ của huyện Đông Triều trên cơ sở tách một phần diện tích và dân số của xã Đức Chính.
Ngày 11 tháng 3 năm 2015, Ủy ban Thường vụ Quốc hội ban hành Nghị quyết số 891/NQ-UBTVQH13 về việc:
- Thành lập thị xã Đông Triều thuộc tỉnh Quảng Ninh.
- Thành lập phường Đông Triều thuộc thị xã Đông Triều trên cơ sở toàn bộ 76,51 ha diện tích tự nhiên và 5.186 người của thị trấn Đông Triều.
- Thành lập phường Đức Chính thuộc thị xã Đông Triều trên cơ sở toàn bộ 627,81 ha diện tích tự nhiên và 7.519 người của xã Đức Chính.

Ngày 28 tháng 9 năm 2024, Ủy ban Thường vụ Quốc hội ban hành Nghị quyết số 1199/NQ-UBTVQH15 về việc sắp xếp đơn vị hành chính cấp huyện, cấp xã của tỉnh Quảng Ninh giai đoạn 2023 – 2025 (nghị quyết có hiệu lực từ ngày 1 tháng 11 năm 2024). Theo đó:
- Sáp nhập toàn bộ 0,77 km² diện tích tự nhiên và quy mô dân số là 8.592 người của phường Đông Triều vào phường Đức Chính.
- Thành lập thành phố Đông Triều thuộc tỉnh Quảng Ninh. Phường Đức Chính trực thuộc thành phố Đông Triều.

Phường Đức Chính có 6,86 km² diện tích tự nhiên và quy mô dân số là 18.762 người.

## Xã hội
Giáo dục trên địa bàn phường:
- Trường THPT Đông Triều
- Trường THCS Đức Chính
- Trường tiểu học Đức Chính
- Trường THCS Nguyễn Du
- Trường Tiểu học Kim Đồng.

## Văn hoá
Phường Đức Chính có nhiều di tích đã được xếp hạng và kiểm kê:
- Đình Làng Yên Lâm: Khu Yên Lâm 3.
- Đền Di Ái: Khu Trạo Hà.
- Chùa Trạo Hà: Khu Trạo Hà.
- Chùa Yên Lâm nay đổi tên thành Chùa Đoan Nghiêm (Chùa Râm).
- Chùa Hà Giang: Khu Hà Giang.
- Nhà thờ Trạo Hà: Khu Trạo Hà.
- Chùa Gào: Khu Yên Lâm 2.
- Khu di tích lịch sử Đồn Cao.

## Giao thông
Trên địa bàn phường có quốc lộ 18 đi qua.

## Hình ảnh

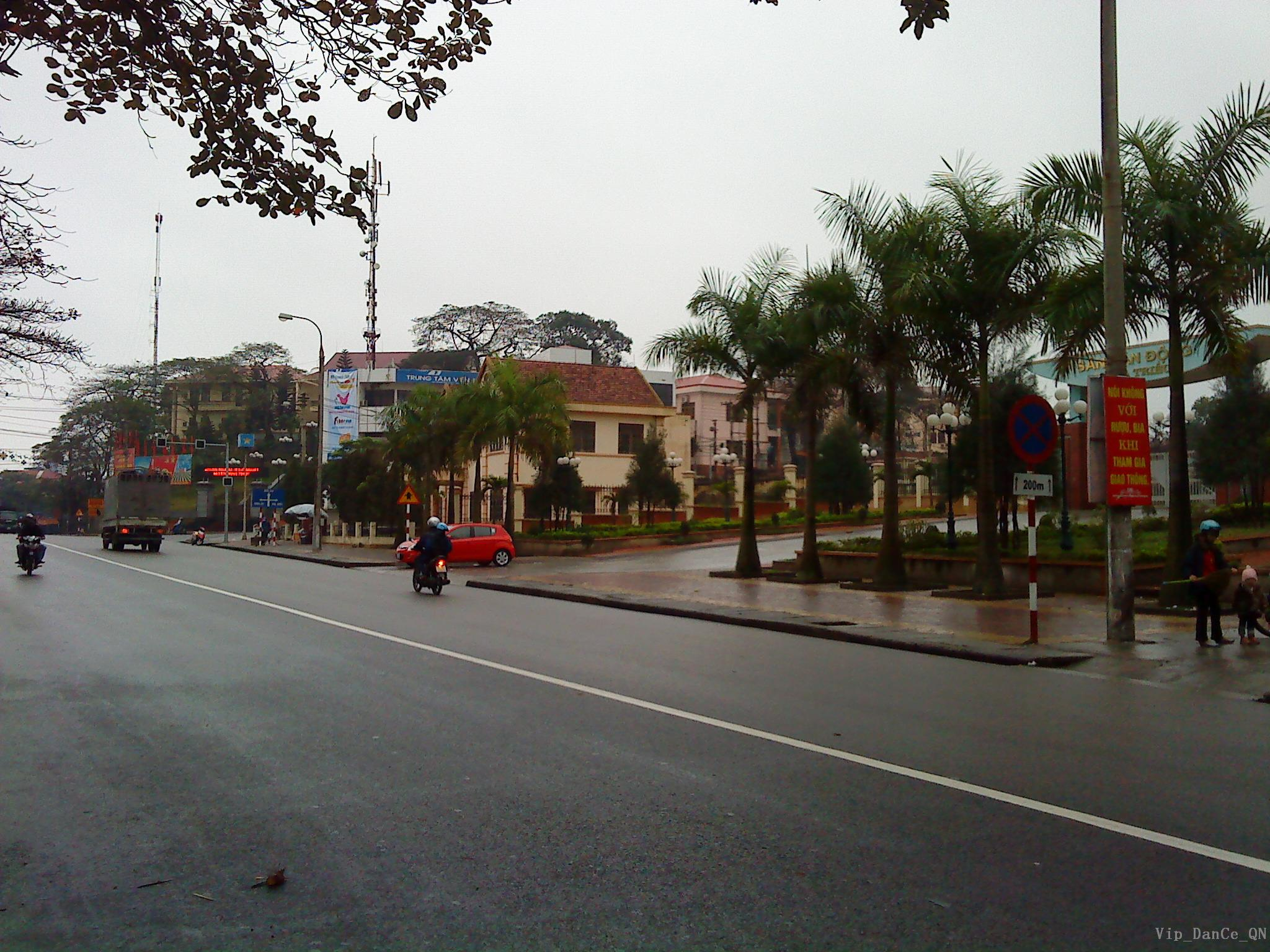
Một đoạn đường hướng tới ngã tư Đông Triều
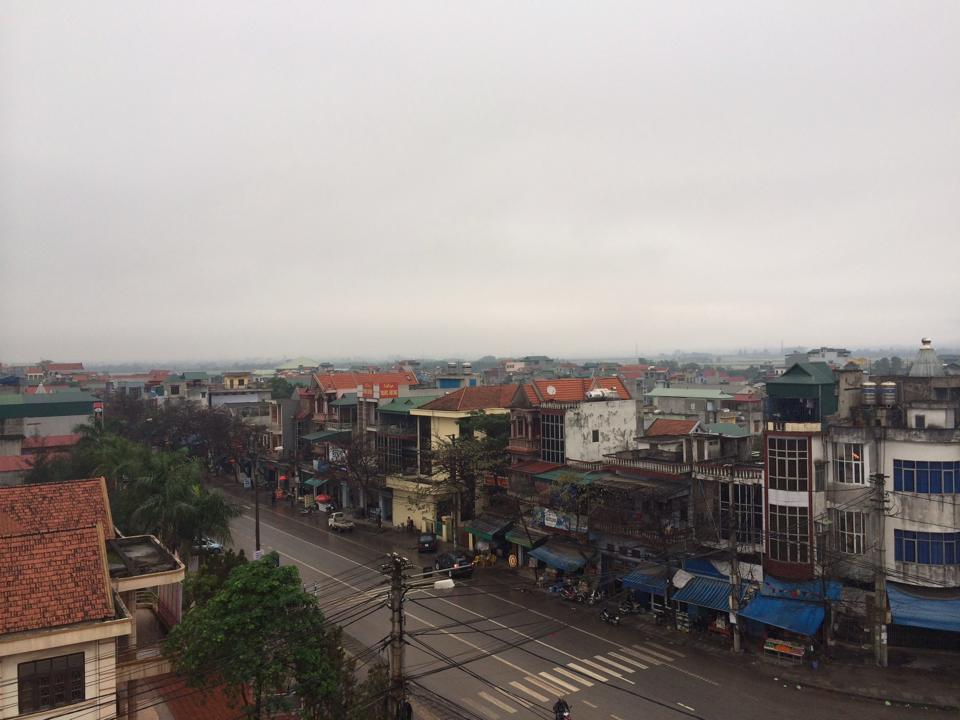
Một góc phố thuộc phường Đức Chính
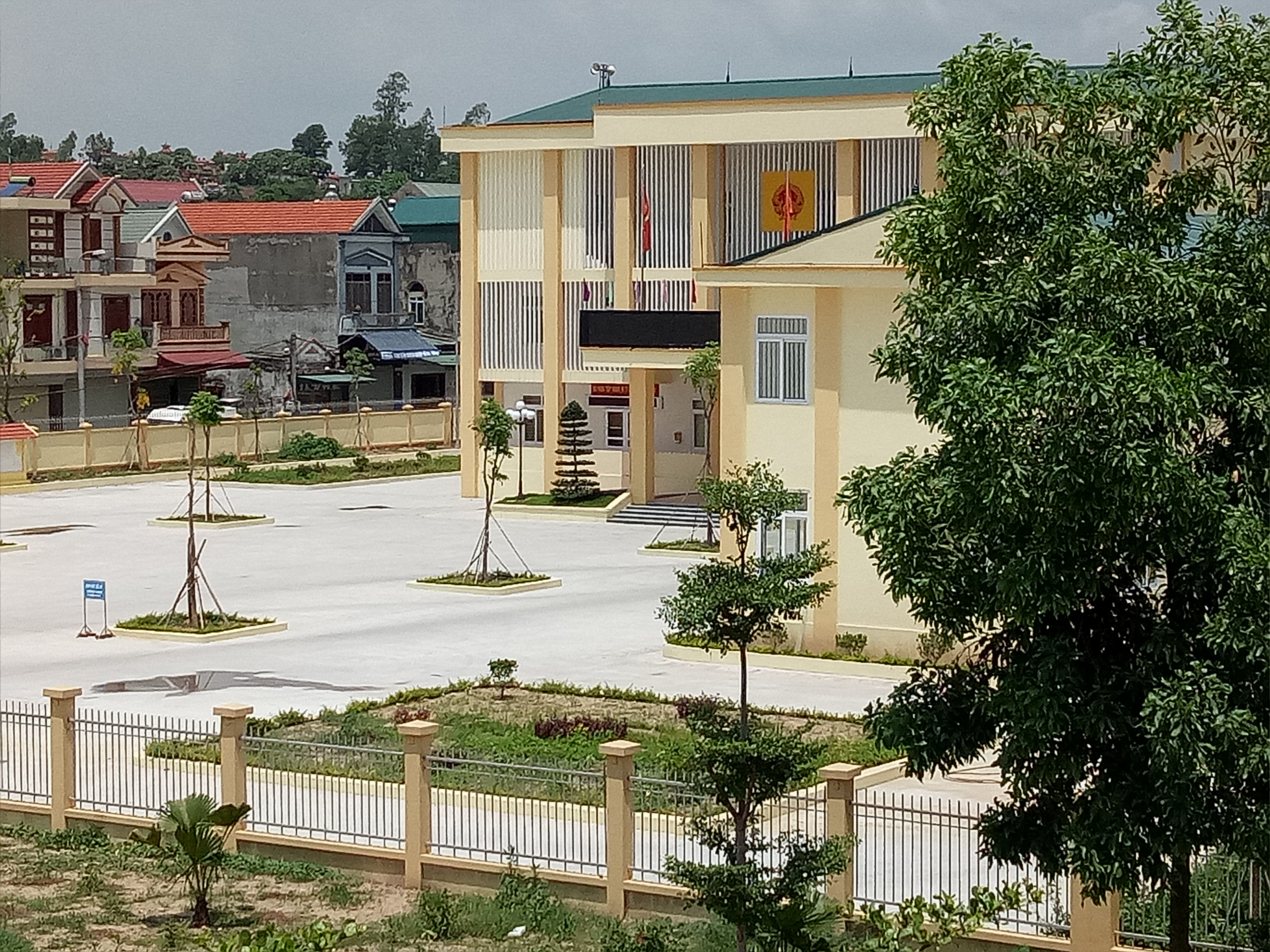
Trụ sở UBND - HĐND phường Đức Chính